# Doris à taches noires
Ceratophyllidia papilligera
Espèce
Le doris à taches noires (Ceratophyllidia papilligera) est une espèce de limace de mer de la famille des Phyllidiidae.